# Caspia knipowitchi
Caspia knipowitchi is een slakkensoort uit de familie van de Hydrobiidae. De wetenschappelijke naam van de soort is voor het eerst geldig gepubliceerd in 1938 door Makarov.